# Вороново (Гродненская область)
Во́роново (бел. Воранава, пол. Werenowo) — городской посёлок в Гродненской области Беларуси. Административный центр Вороновского района.
Численность населения — 5 532 человек (на 1 января 2025 года).

## Этимология
Давнее название Болотно (Блотно, Болотное) от реки Болотнянка (ныне ручей), частная собственность в Виленском воев. ВКЛ. В более поздних польских и русских источниках упоминается как Werenów, Воронов.

## История
Известно с XVI в. в ВКЛ. В XVI-XVIII вв. принадлежала Гаштольдам, Сципионам, Зарецким.
Между 1501-1539 гг. канцлер ВКЛ Альбрехт Гаштольд финансировал здесь костёл. В 1536 г. имение Болотно, собственность драгицкого наместника Е. Довойны, потом Полоцкого воеводы С. Довойны, центр католического прихода. Костёл имел 5 сел. дымов. В 1591 г. упоминается как местечко Блотное, собственность Гаштольдов в Лидском уезде Виленского воев.
На карте Т. Маковского (1613) отмечено как местечко. В XVII в. действовал монастырь католического ордена пиаров; в 1690 г. в городке 61 двор, корчма, костёл; в 1694 г. 24 крестьянских двора, пивоварня, пекарня.
На нач. XVIII в. собственность Мстиславского Воеводы Александра Иоанна Масевича, основавшего здесь новый костёл Святого Тадеуша (1705). В 1720-х г. местечко перешло в собственность Сципионов, прежде всего Лидского старосты Иоанна Сципиона дель Кампо; центр староства. Предполагается, что современное название произошло от имени жены сына Сципиона — Верены (Веренова, Воронова). В 1735 г. каштелян Смоленский и староста Лидский Иоанн Сципион основал здесь при монастыре школу и коллегиум пиаров по образцу иезуитских училищ, где преподавали математику, риторику, философию, действовало до 1755 г. (переведены в Лиду). 3 1738 г. Вороново-центр приходского округа Радунского католического деканата. С 1742 г. собственность Виленского епископа, с 1758 г. стольника ВКЛ С. Быковского.  В 1767 году в городе 44 дома (22 евреи). Мещане имели участки от 0,25 до 0,5 га; 2 мельницы, около 300 жителей. В 1769 г. собственность Доминика Александровича, 60 домов. Крестьяне отбывали барщину по 3 дня в неделю, платили оброк по 30 злотых, давали дьякла.
После 3-го раздела Речи Посполитой (1795) в составе Российской империи, в Виленской, с 1797 г. Литовской, с 1801 г. Гродненской, с 1842 г. Виленской губерниях.  В 1846 г. подтверждён статус городка; в 1865 г. в Беняконской вол. Лидского уезда, собственность Зарецких, 42 двора, 468 жителей, в т. ч. 333 евреев, 117 католиков; приходской костёл, синагога, еврейский молитвенный дом, 2 кожевни, водяная мельница, 2 кожзавода, 12 магазинов, 4 ярмарки в год, еженедельные торжки. 3 1849 почтовая станция, 29 комплектных и 9 дополнительных лошадей. Местечко славилось выпечкой пряников, бубликов и др. Неподалёку одноимённый фольварк, 125 жителей (100 католиков), бровар, костёл во имя Спасителя. В 1884 г. с введением железнодорожного участка Вильнюс—Лида в Вороново — железнодорожная станция. В 1886 г. 1,1 тыс. жителей, мещанское правление. В 1897 г. 1574 жителя, почтовое отделение, врачебный приемный покой, мануфактурная и 24 молочные скамейки, 5 кузниц, 7 корчм, еженедельная ярмарка; в фольварке 2 двора, 87 жителей. Согласно переписи в нач. XX в. в городке 500 жителей, школа; в фольварке 7 жителей, 1076 дес. земли, на хуторе 36 жителей, 103 дес. земли.
В Первую мировую войну с сентября 1915 по 05.01.1919 г. оккупирован германскими, с апреля 1919 г. по июль 1920 г. и с сентября 1920 г. — польскими войсками. С 01.01.1919 года в БССР. 3 марта 1921 года в составе Польши, в Беняконской гмине Лидского уезда Новогрудского воев., в городке 161 двор, 1232 жителя (1203 поляка, 6 белорусов); в фольварке 8 дворов, 94 жителя (поляка); на железнодорожной остановке 7 дворов, в 1921 г. 49 жителей.
19.09.1939 г. занят войсками Красной Армии и вошёл в состав БССР. С 15.01.1940 г. Центр Вороновского района Барановичской области. С 12.10.1940 г. городской поселок, 1850 жителей, райбольница, родильный дом, райамбулатория, детский сад, Дом культуры, электростанция (75 кВт), хлебопекарня, МТС, 2 школы (в т. ч. неполная средняя школа), 2 лесопильных завода, 3 водяные и 2 паровые мельницы.
23.06.1941 оккупирован нацистами. 14.11.1941 г. возле железнодорожного полустанка они расстреляли 268 чел., в т. ч. 16 профессоров из г. Вильнюс.  11.05.1942 г. возле шоссе на Лиду погубили более 1290 чел.; всего более 2,6 тыс. жителей поселка и Вильнюса. Освобожден 11.07.1944 г. войсками 3-го Белорусского фронта в ходе Вильнюсской операции. С 20.09.1944 года в Гродненской области.
В 1970 г. 3,6 тыс. хлебокомбинат, молочный завод, комбинат бытового обслуживания, райобъединение «Сельхозтехника», ПТУ механизации сельского хозяйства, средняя, музыкальная и спортивная школы, школа-интернат, 2 дошкольных учреждения, Дом пионеров, Дом культуры, кинотеатр, больница, 2 библиотеки и др.
20 октября 1995 года административные единицы Вороновский район и посёлок Вороново, имеющие общий административный центр, объединены в одну административную единицу — Вороновский район.

## Геральдика
Герб и флаг учреждены Указом Президента Республики Беларусь от 17 июля 2006 года № 455 и зарегистрированы в Государственном геральдическом регистре Республики Беларусь 1 августа 2006 года № Б-88 и № Б-89.

## Население
Численность населения — 5 532 человек (на 1 января 2025 года).

### Динамика
- 1865 год — 468 человек, из них 333 евреев, 117 католиков, 18 православных[7]
- 1905 год — 500[8]
- 1921 год — 1232
- 1976 год — 3,6 тыс.
- 1990 год — 6,8 тыс.
- 1996 год — 6,7 тыс.
- 2004 год — 6,6 тыс.
- 2005 год — 6559
- 2006 год — 6498
- 2007 год — 6,4 тыс.
- 2008 год — 6,4 тыс.
- 2015 год — 6200[9]
- 2016 год — 6434
- 2020 год — 6190[10]
- 2022 год — 5891[11]
- 2023 год — 5683[12]
- 2024 год — 5624
- 2025 год — 5 532[2]

| Национальный состав по переписи населения 2009 года | Национальный состав по переписи населения 2009 года | Национальный состав по переписи населения 2009 года |
| Народ                                               | Численность                                         | %                                                   |
| --------------------------------------------------- | --------------------------------------------------- | --------------------------------------------------- |
| Поляки                                              | 4465                                                | 70,51 %                                             |
| Белорусы                                            | 1352                                                | 21,35 %                                             |
| Русские                                             | 357                                                 | 5,64 %                                              |
| Украинцы                                            | 58                                                  | 0,92 %                                              |
| Литовцы                                             | 19                                                  | 0,3 %                                               |

## Экономика
Предприятия пищевой промышленности. Гостиница "Вороново".

## Образование
В посёлке действует профессионально-технический колледж сельскохозяйственного производства.

## Культура

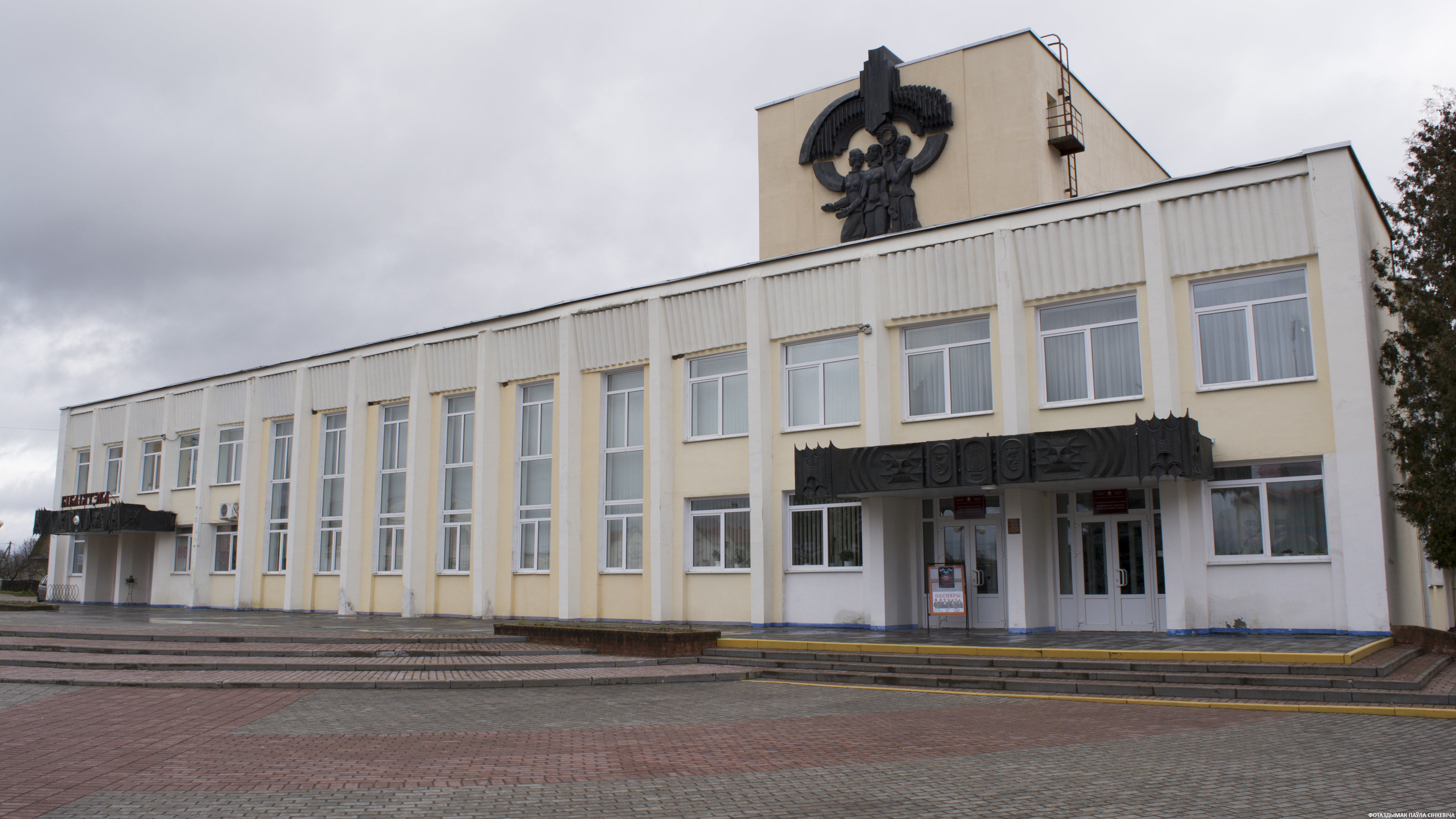
Дом культуры

- Районный центр культуры и народного творчества
- Центр внешкольной работы
- Дом культуры

При Доме культуры действуют: народный ансамбль народной музыки и песни «Лявоны» (с 1981 г.), народный вокальный ансамбль «Цветные сны» (с 1995 г.), народный духовой оркестр (с 1996 г.).
Работают музеи:
- Историко-краеведческий музей "Мой родны кут" ГУО "Вороновская средняя школа"
- Музей "Истоки" при Вороновском государственном профессионально-техническом колледже сельскохозяйственного производства
- Музейная комната, посвящённая эпохе Советского Союза при территориальном центре социального облуживания населения Вороновского района

## Рекреационная сфера
Зона отдыха-парк в центре г. п. Вороново и водохранилище на р. Жижма

## События и мероприятия
- В 2016 году прошёл областной фестиваль "Дажынкi"
- 25 августа 2023 года прошли районные "Дажынкi"[14][15]

## Достопримечательности
- Братская могила советских воинов и партизан
- Могила жертв фашизма
- Синагога (начала XX века)
- Дом аптекаря
- Костёл Божьего Милосердия
- Церковь Святого Александра Невского (2000)
- Усадьба Сципионов (начала XIX века)

### Памятник, скульптура
- Памятник В. И. Ленину
- Памятник-самолёт Су-24М
- Стела в память о погибших в Великой Отечественной войне
- Памятник неизвестному солдату
- Мемориальная доска сотрудникам милиции, погибшим «В борьбе с врагами нашей Родины в 1940-1953 гг.»

## Галерея

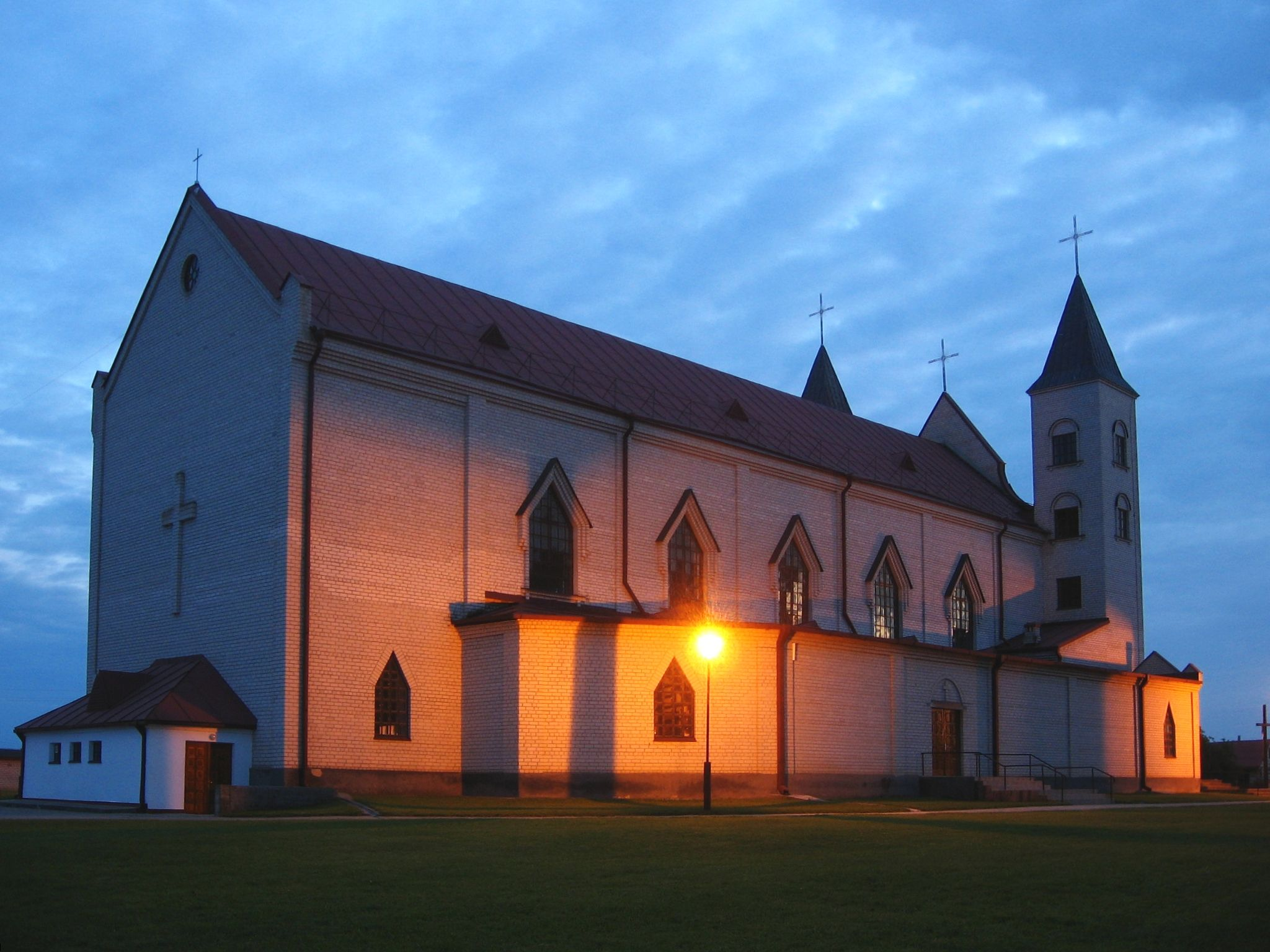
Костёл Божьего Милосердия
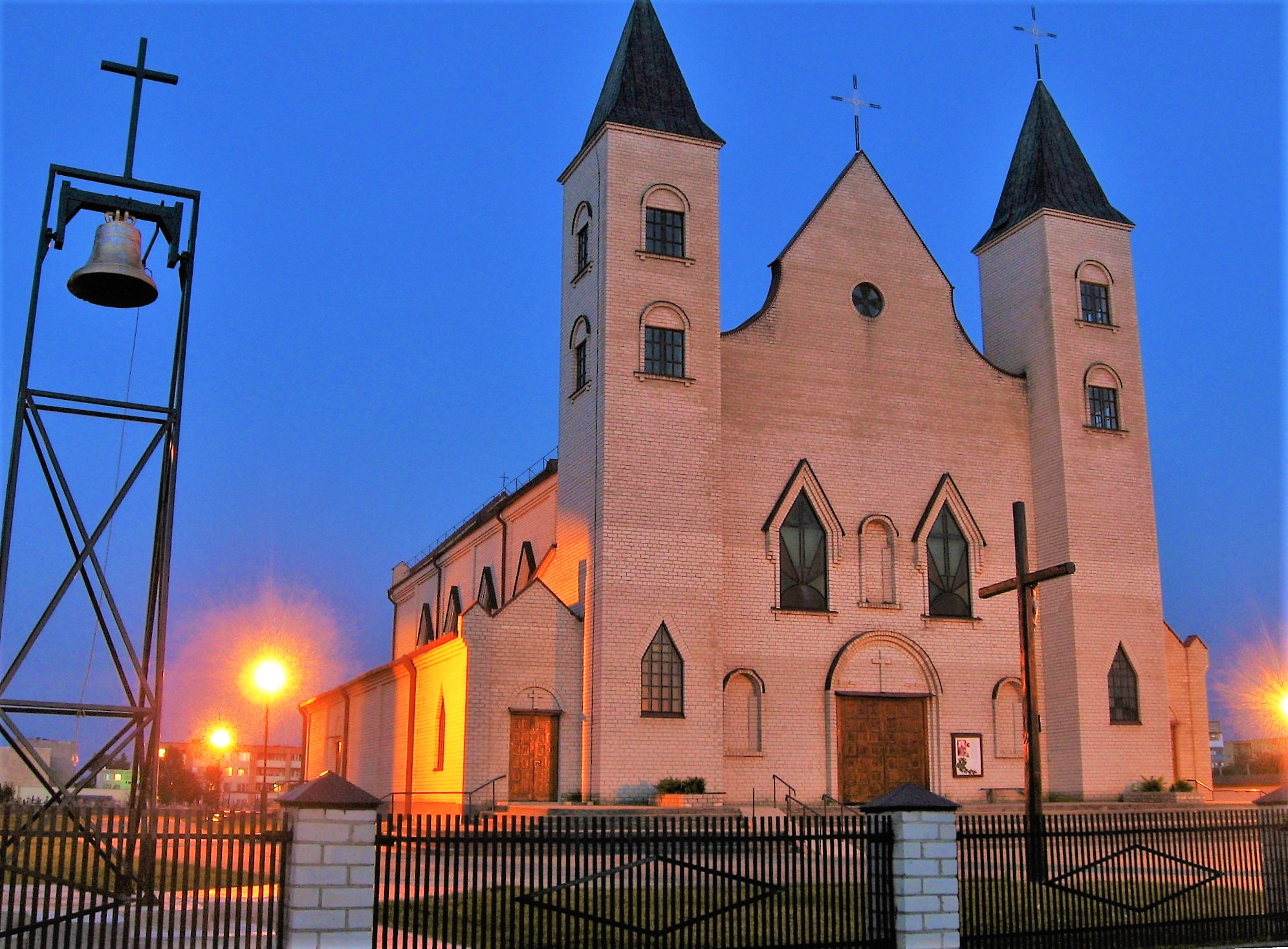
Костёл Божьего Милосердия
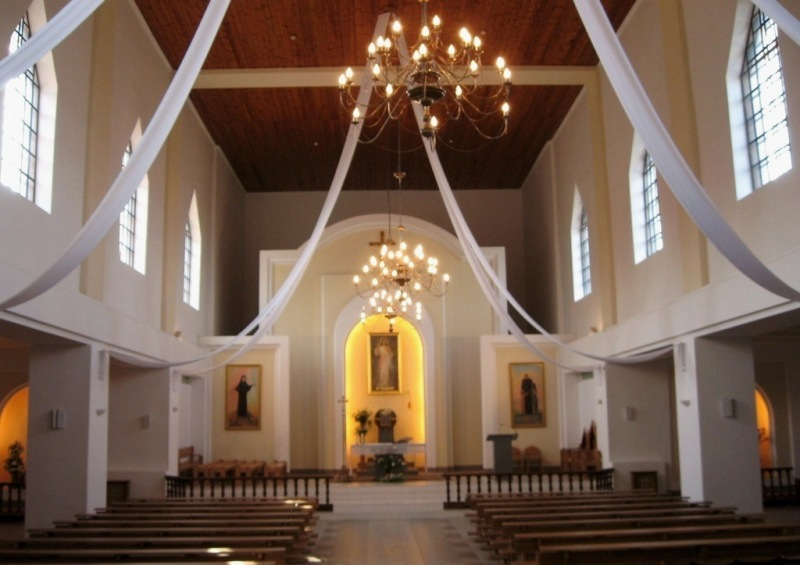
Костёл Божьего Милосердия в Вороново внутренний интерьер
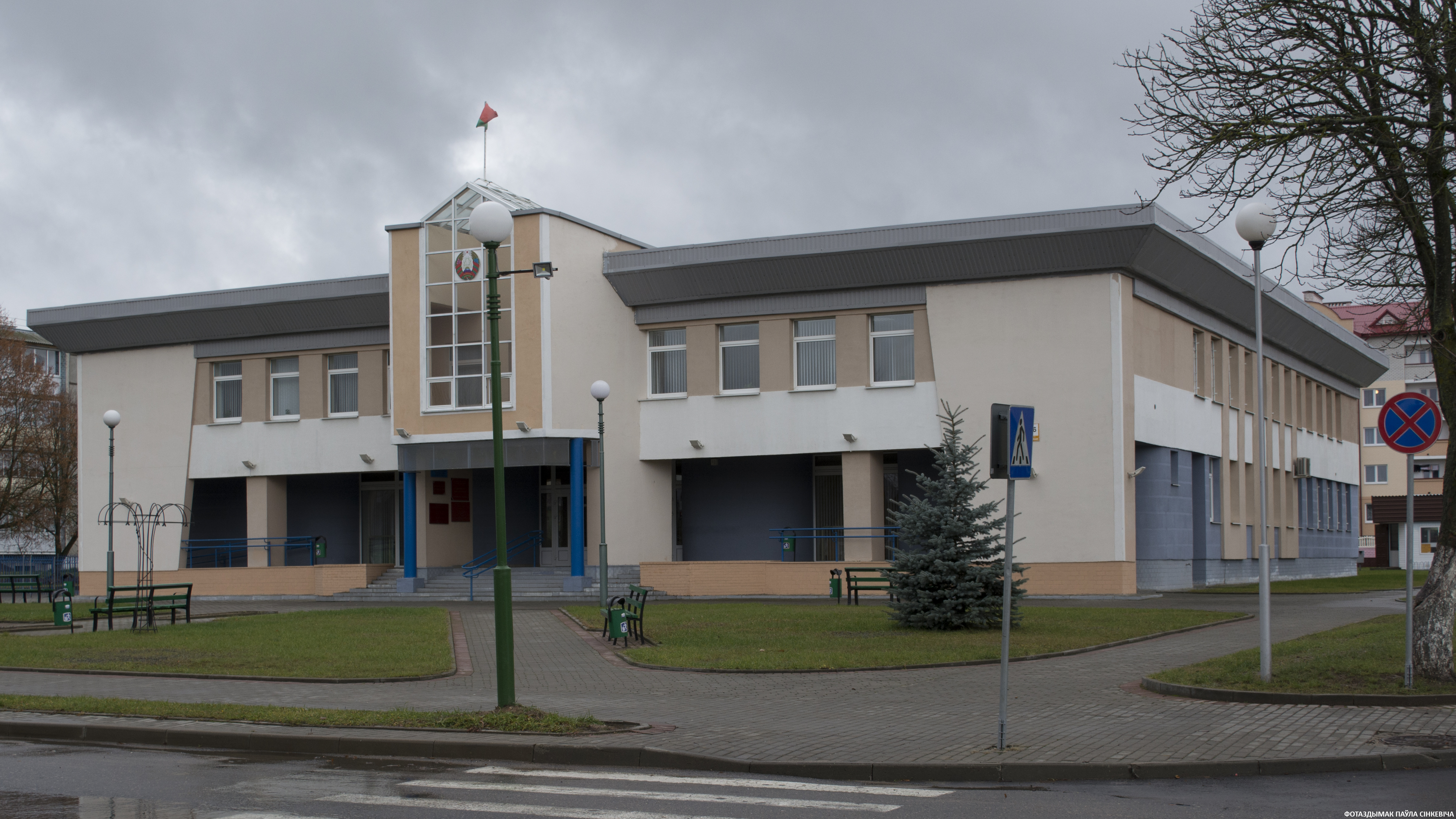
Здание суда Вороновского района
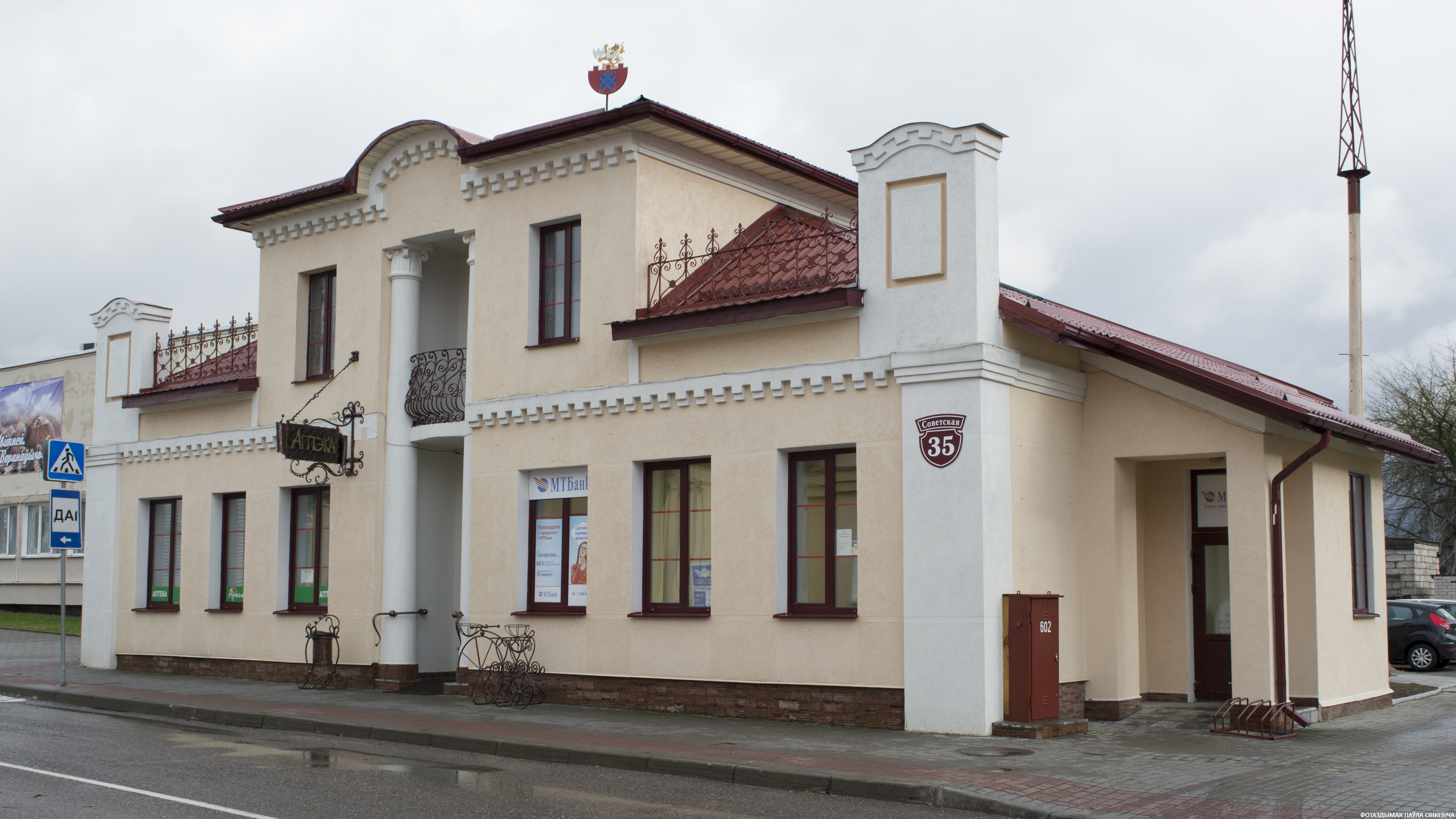
Дом аптекаря
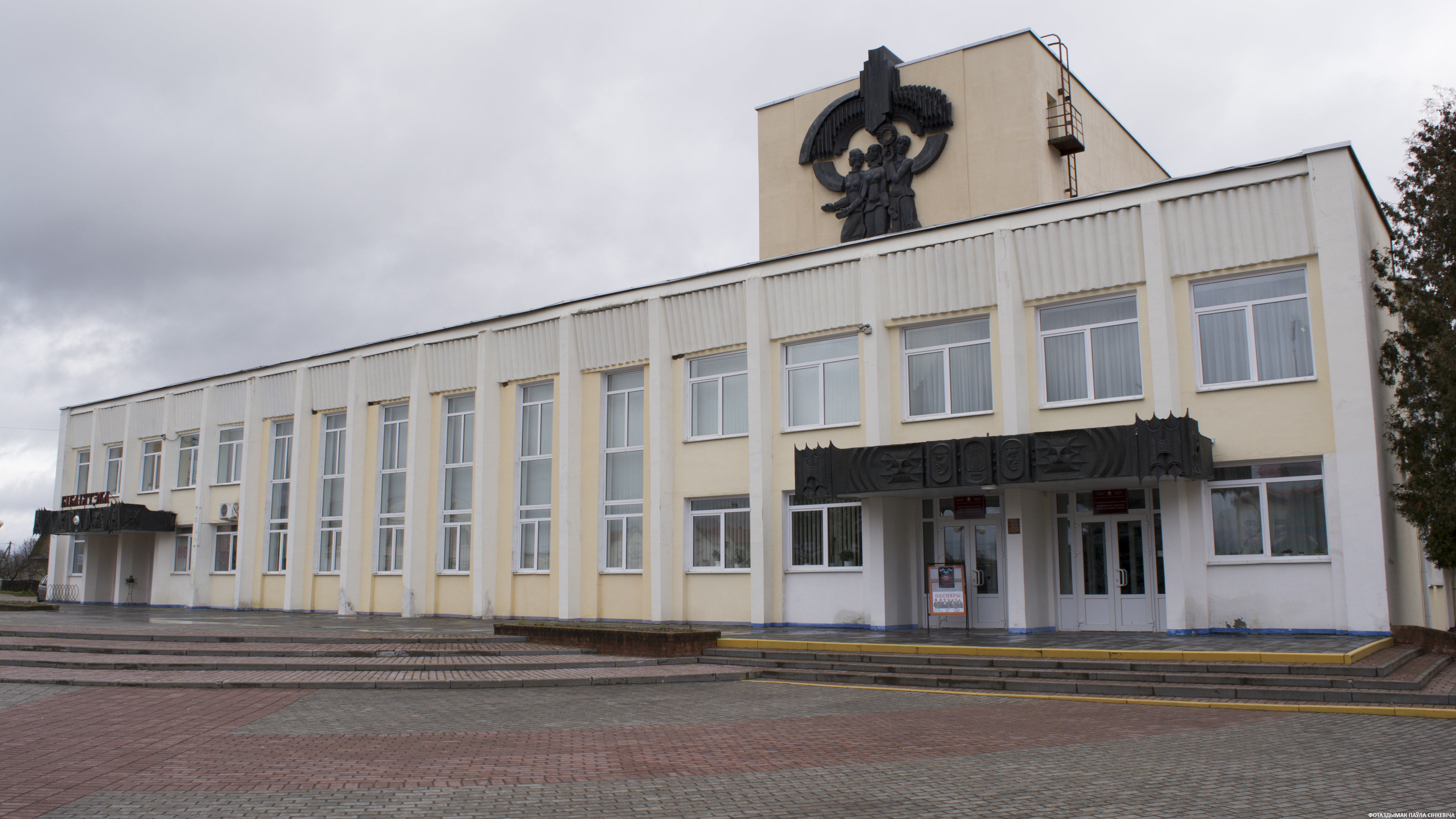
Районный Дом культуры
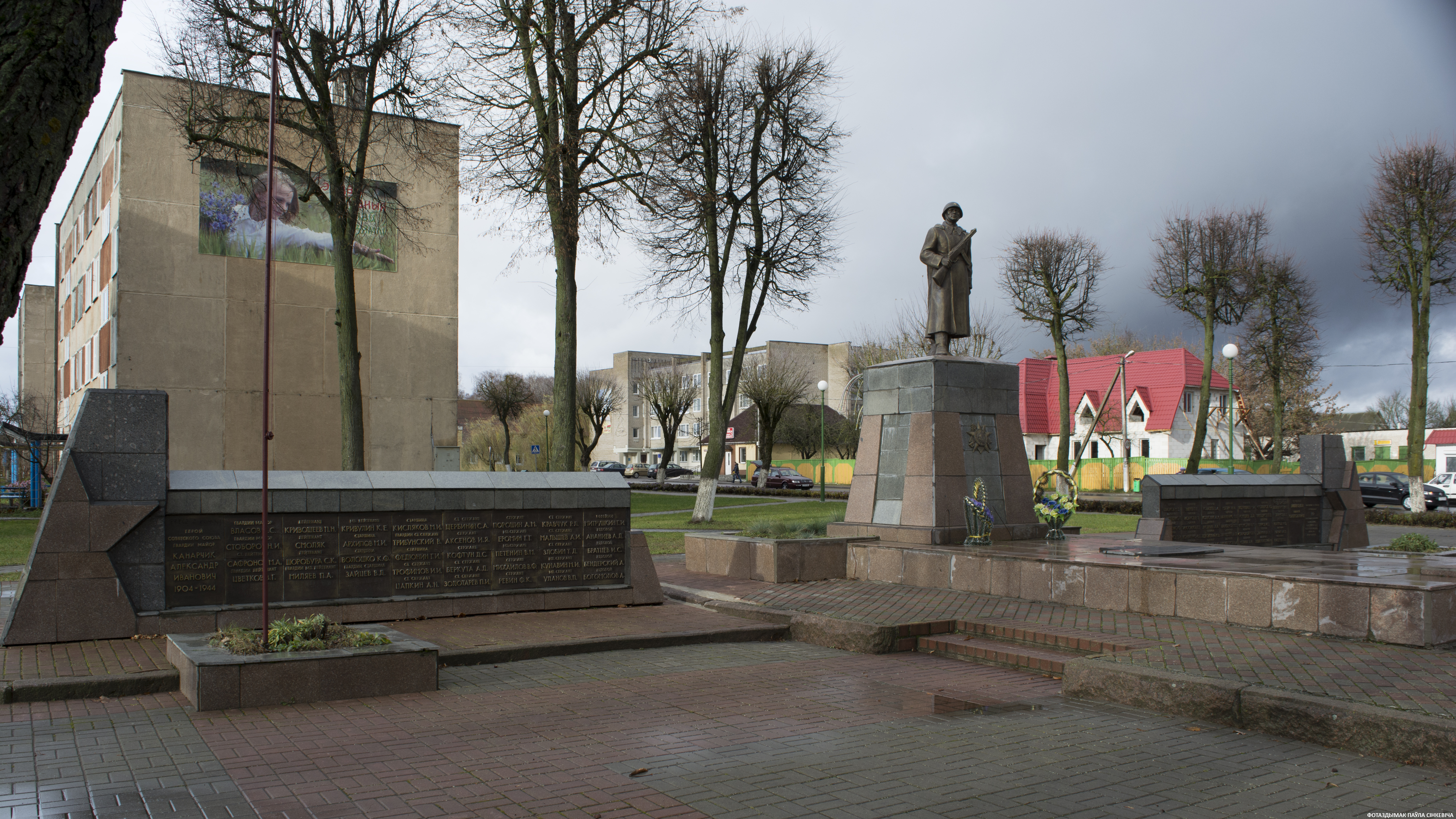
Памятник неизвестному солдату
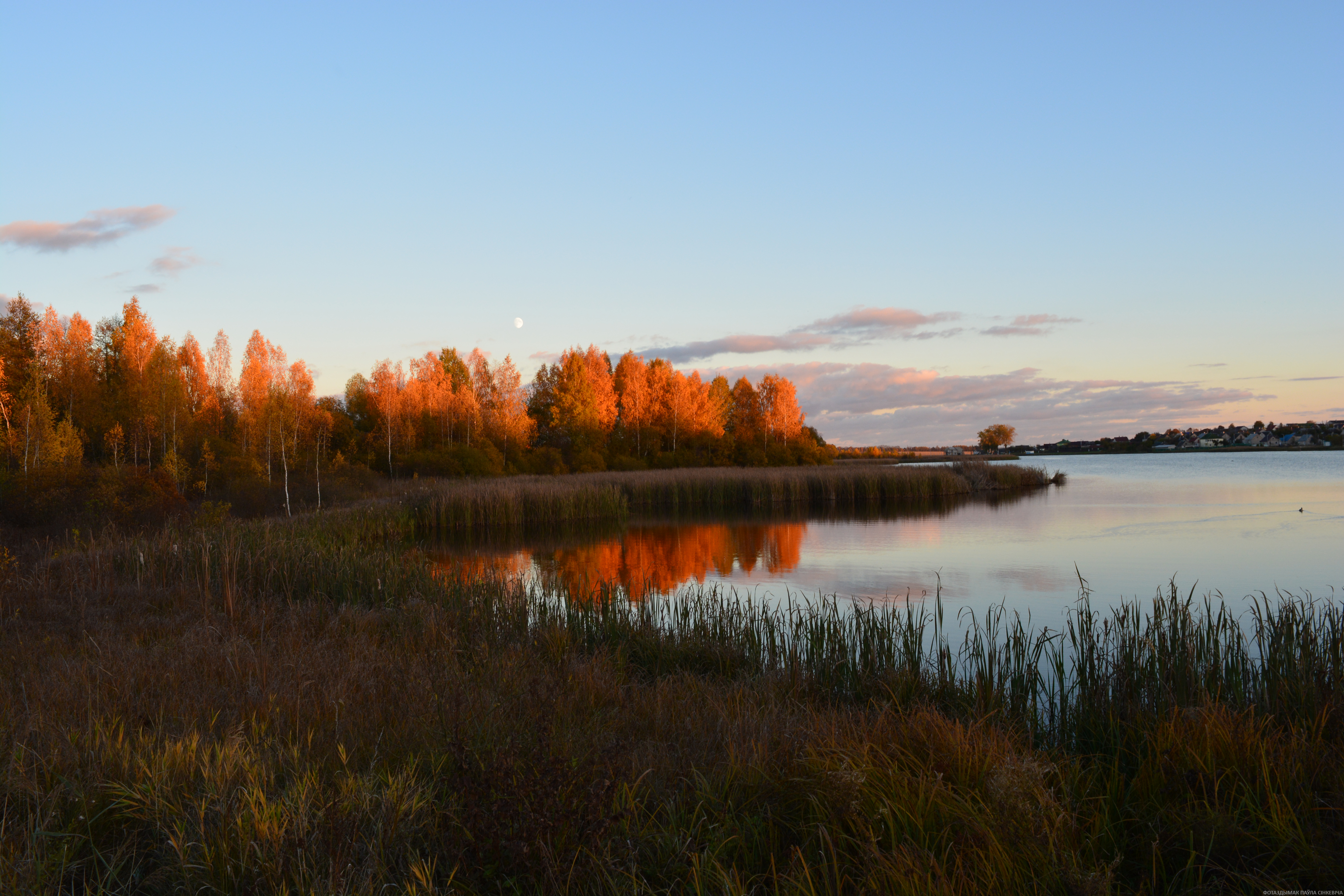
Вороновское озеро
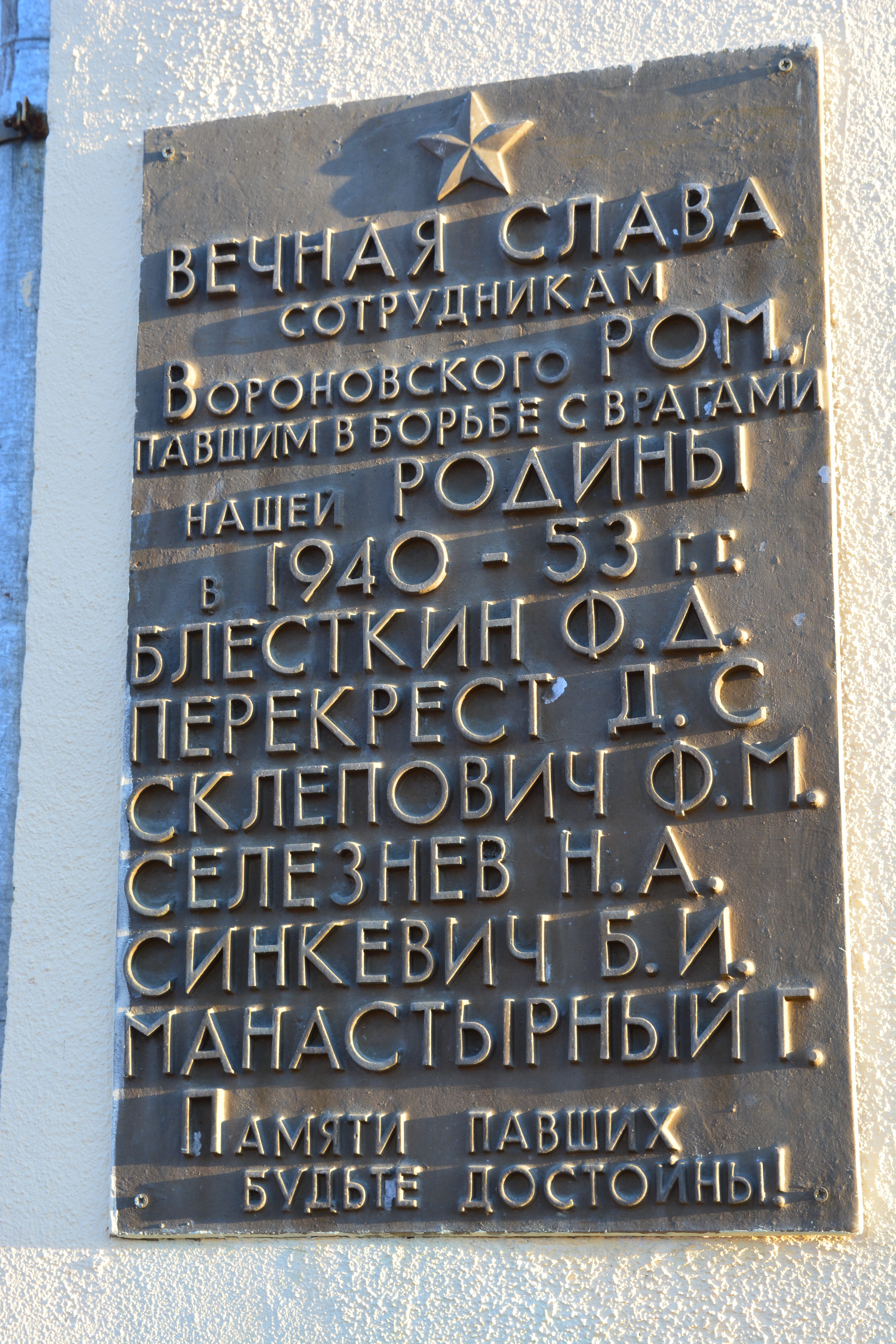
Мемориальная доска сотрудникам милиции, которые погибли во время Великой Отечественной войны и в борьбе с польским антисоветским подпольем
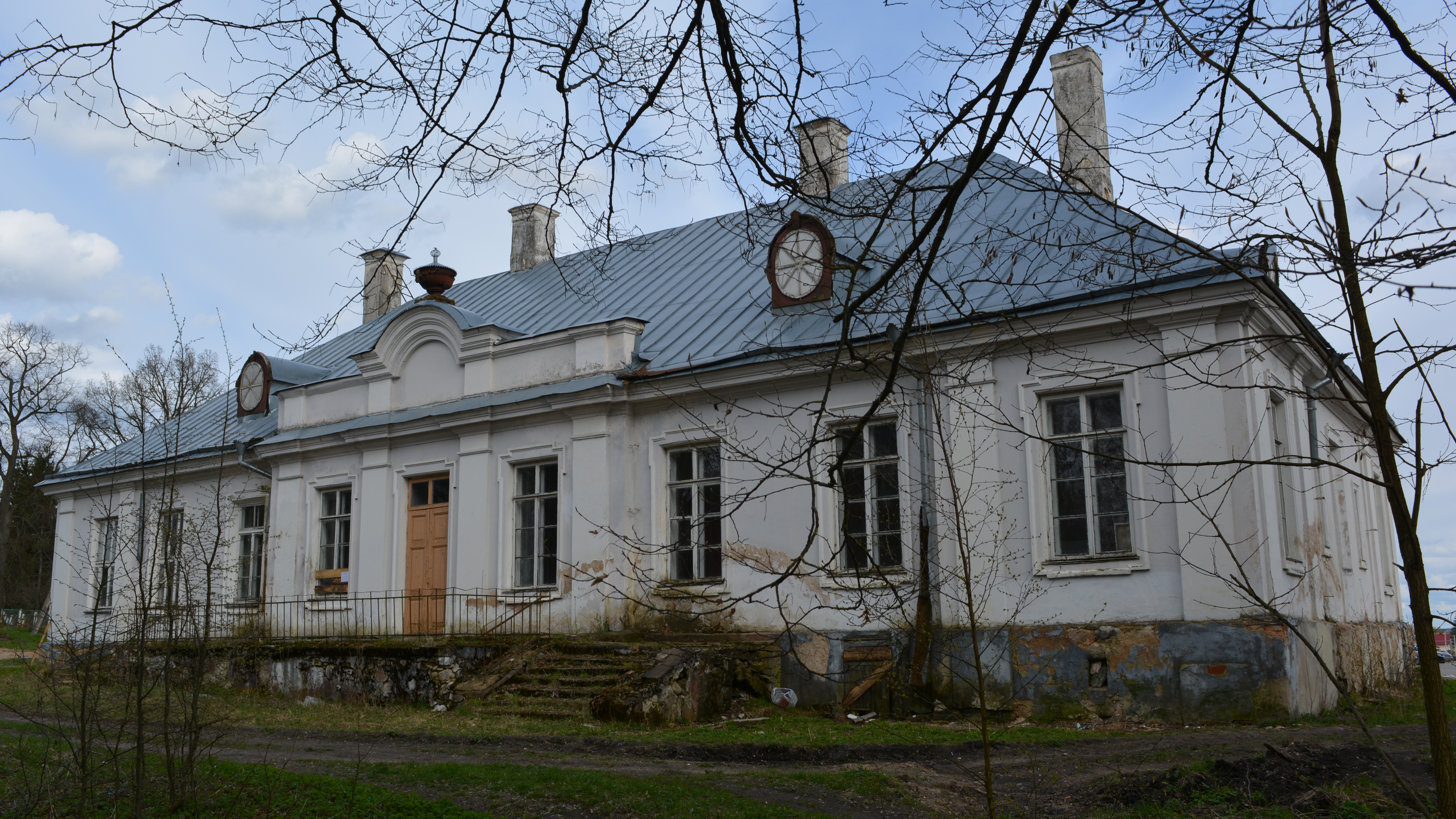
Усадьба Сципионов (XIX в.)
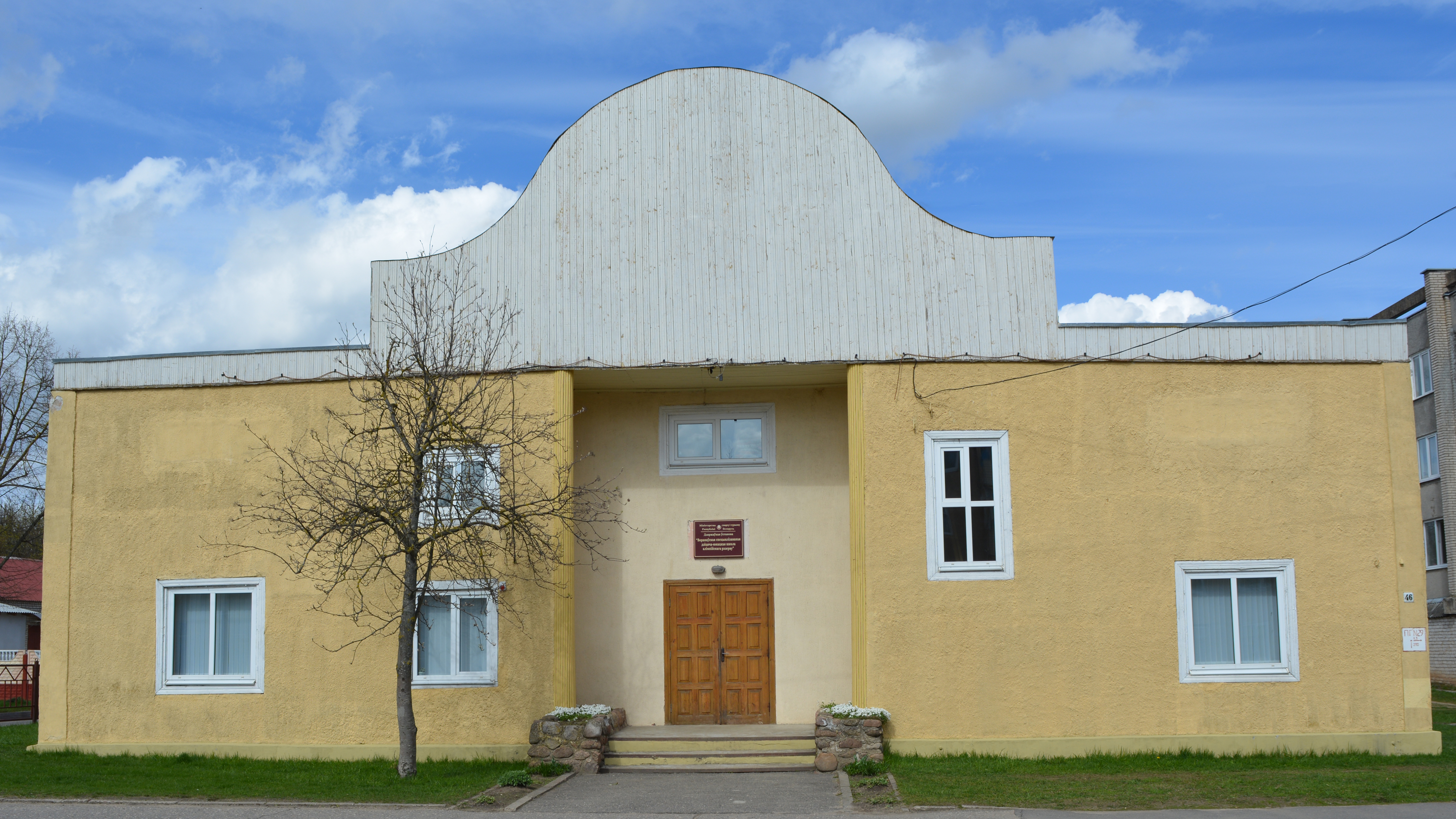
Здание Детской спортивной школы (Синагога XX века)
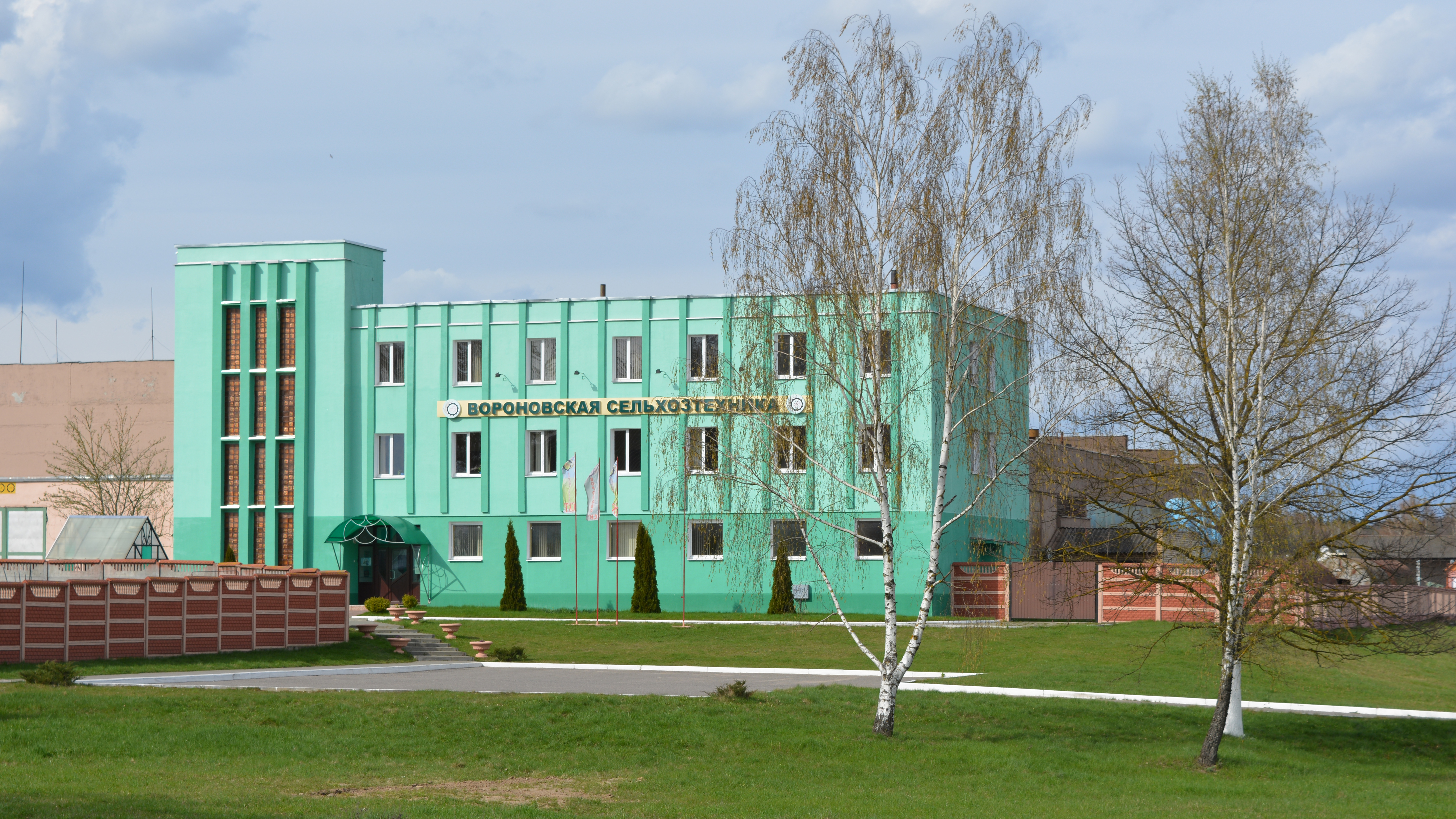
Вороновская сельхозтехника
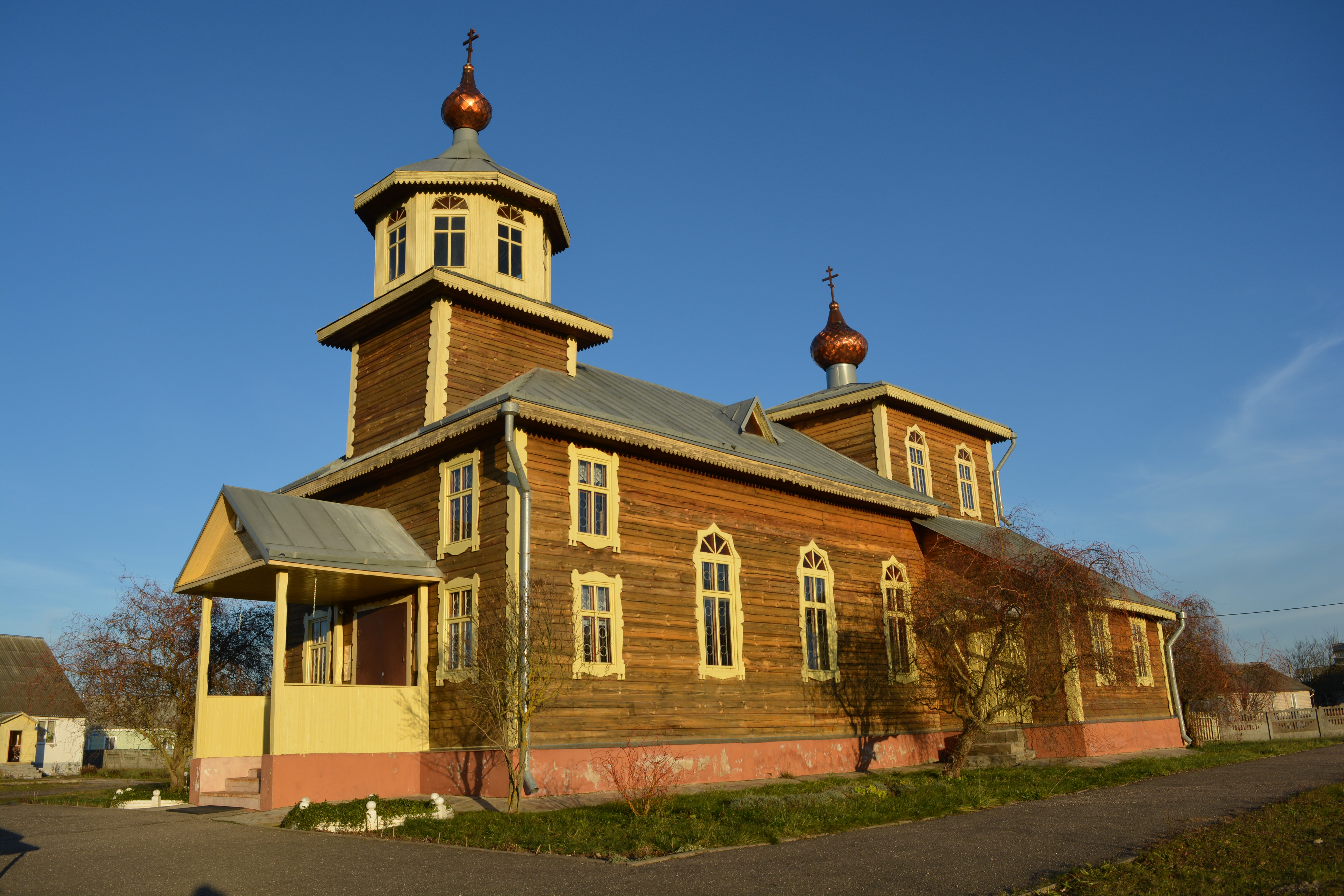
Церковь имени Александра Невского